# Рунар Алекс Рунарсон
Рунар Алекс Рунарсон (исл. Rúnar Alex Rúnarsson‎‎; Рејкјавик, 18. јануар 1995) професионални је исландски фудбалер који игра на позицији голмана и тренутно наступа за Арсенал.
Његов отац Рунар Кристинсон је такође био професионални фудбалер и једини исландски фудбалер са више од 100 наступа за репрезентацију Исланда (укупно 104 наступа).

## Клупска каријера
Рунарсон је професионалну фудбалску каријеру започео у екипи КР Рејкјавик у чијем првом тиму је играо две сезоне. Након тога прелази у дански Нордшеланд у којем је провео пет сезона и за то време одиграо 60 првенствених утакмица.
У јулу 2018. потписује четворогодишњи уговор са француским прволигашем Дижоном, вредан око 1,6 милиона евра. У француском клубу провео је две сезоне.
Дана 21. септембра 2020. придружио се Арсеналу. Дебитовао је у Лиги Европе против Дандока.

## Репрезентативна каријера
У периоду 2011—2017 Рунарсон је наступао за одговарајуће узрасне селекције репрезентације Исланда.
За сениорску репрезентацију Исланда дебитовао је 8. новембра 2017. у пријатељској утакмици са селекцијом Чешке. 
Селектор Хејмир Халгримсон уврстио га је на списак играча за Светско првенство 2018. у Русији, где је имао статус резервног голмана и самим тим није наступио ни на једној од три утакмице Исланда у групи Д.

## Успеси и признања
Рејкјавик
- Првенство Исланда (1): 2013.
- Исландски куп (1): 2012.